# Protammodytes sarisa
Protammodytes sarisa es una especie de peces de la familia Ammodytidae en el orden de los Perciformes.

## Morfología
Los machos pueden llegar alcanzar los 11,7 cm de longitud total.

## Distribución geográfica
Se encuentra en la Isla de San Vicente (Pequeñas Antillas ).